# Демурино-Варварівка
Дему́рино-Варва́рівка — село в Україні, у Кам'янському районі Дніпропетровської області. Входить до складу Саксаганської сільської громади. Населення — 55 мешканців.

## Географія
Село Демурино-Варварівка знаходиться на березі річки Демурина, вище за течією примикають села Кам'яне і Чигринівка, нижче за течією на відстані 3 км розташоване село Новомихайлівка (Криворізький район). Поруч проходить автомобільна дорога Т 0419.

## Історія
За даними на 1859 рік у власницькому селі Верхньодніпровського повіту Катеринославської губернії налічувалось 17 дворових господарств, у яких мешкало 95 осіб (42 чоловічої статі та 53 — жіночої).
У 1908 році у колишньому панському селі Ордо-Василівської волості Верхньодніпровського повіту Катеринославської губернії мешкала 181 особа (89 чоловічої статі та 92 — жіночої), налічувалось 27 дворових господарств.
До 2017 року орган місцевого самоврядування — Саврівська сільська рада.

## Населення

### Мова
Розподіл населення за рідною мовою за даними перепису 2001 року:
| Мова       | Відсоток |
| ---------- | -------- |
| українська | 89,1 %   |
| російська  | 7,3 %    |
| білоруська | 3,6 %    |